# Planolinoides borealis
Planolinoides borealis är en skalbaggsart som beskrevs av Leonard Gyllenhaal 1827. Planolinoides borealis ingår i släktet Planolinoides och familjen Aphodiidae. Inga underarter finns listade i Catalogue of Life.